# Yakuza (sorozat)
A Yakuza vagy ahogy Japánban ismert Rjú ga gotoku (龍が如く, ’Mint a sárkány’) japán videójáték-sorozat, mely a főhős Kirjú Kazuma életét kíséri végig, de számos epizódban játszhatók az ő környezetében élő karakterek is.

## Videójátékok
- Yakuza (2005. december 8.) – PlayStation 2, PlayStation 3, Wii U
- Yakuza 2 (2006. december 7.) – PlayStation 2, PlayStation 3, Wii U
- Rjú ga gotoku: Kenzan! (2008. március 6.) – PlayStation 3
- Yakuza 3 (2009. február 26.) – PlayStation 3
- Yakuza 4 (2010. március 18.) – PlayStation 3
- Kurohjó: Rjú ga gotoku sinsó (2010. szeptember 22.) – PlayStation Portable
- Yakuza: Dead Souls (2011. június 9.) – PlayStation 3
- Kurohjó 2: Asura-hen (2012. március 22.) – PlayStation Portable
- Yakuza 5 (2012. december 5.) – PlayStation 3
- Rjú ga gotoku: Isin! (2014. február 22.) – PlayStation 3, PlayStation 4
- Yakuza 0 (2015. március 12.) – PlayStation 3, PlayStation 4
- Yakzua Kiwami (2016. január 21.) – PlayStation 3, PlayStation 4
- Yakuza 6: The Song of Life (2016. december 8.) – PlayStation 4
- Yakuza Kiwami 2 (2017. december 7.) – PlayStation 4
- Rjú ga gotoku: Online (2018. november 21.) – Microsoft Windows, iOS, Android
- Fist of the North Star: Lost Paradise (2018. március 8.) – PlayStation 4
- Judgment (2018. december 13.) – PlayStation 4
- Yakuza: Like a Dragon (2020. január 16.) – PlayStation 4
- Streets of Kamurocho (2020. október 17.) – Microsoft Windows
- Lost Judgment (2021. szeptember 24.) – PlayStation 4, PlayStation 5, Xbox Series
- Like a Dragon: Ishin! (2023. február 21.) – Microsoft Windows, PlayStation 4, PlayStation 5, Xbox Series
- Like a Dragon Gaiden: The Man Who Erased His Name (2023. november 9.) – Microsoft Windows, PlayStation 4, PlayStation 5, Xbox Series
- Like a Dragon: Infinite Wealth (2024. január 26.) – Microsoft Windows, PlayStation 4, PlayStation 5, Xbox Series
- Like a Dragon: Pirate Yakuza in Hawaii (2025. február 21.) – Microsoft Windows, PlayStation 4, PlayStation 5, Xbox Series

## Élőszereplős filmek
- Rjú ga gotoku: Dzsósó, DVD (2006), rendezte: Mijaszaka Takesi
- Rjú ga gotoku, egész estés mozifilm (2007), rendezte: Miike Takasi